# Szew czołowy

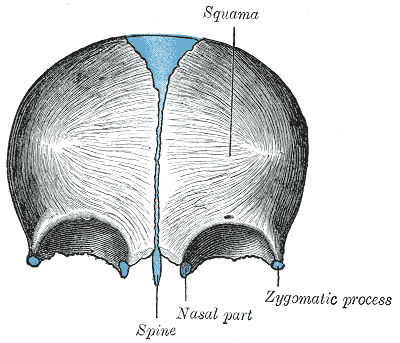
Kość czołowa noworodka ludzkiego. Widoczny szew czołowy, przedzielający obie, niezrośnięte jeszcze kości.

Szew czołowy (łac. sutura frontalis) – w anatomii człowieka szew czaszki przebiegający pomiędzy kośćmi czołowymi jako przedłużenie szwu strzałkowego. Zarasta zwykle między pierwszym a drugim rokiem życia, przez co u dorosłego człowieka kość czołowa staje się nieparzysta. Czasem szew czołowy pozostaje i jest obecny u około 10% dorosłych jako szew czołowy przetrwały (sutura frontalis persistens, sutura metopica).
U innych kręgowców jego odpowiednikiem jest szew międzyczołowy (łac. sutura interfrontalis), łączący obie kości czołowe, które długo pozostają oddzielne. U owcy domowej i konia domowego zarasta między 5 a 7 rokiem życia, u świni domowej między 5 a 8, u bydła domowego między 7 a 12, a u psa domowego między 7 a 10 rokiem życia.